# Coluche
Michel Gérard Joseph Colucci, de nom artístic Coluche (París, 28 d'octubre de 1944 - Opiá, 19 de juny de 1986), va ser un humorista francès.
Va començar a treballar en cafès-teatre el 1969, però aviat va deixar-ho per a dedicar-se a fer pel·lícules de cinema i aparicions a la televisió. El primer espectacle emés a la televisió, L'histoire d'un mec ('la història d'un paio') el va fer conèixer a tot França. D'origen humil, va fundar els restos du coeur, literalment els restaurants del cor, una associació de voluntaris que recull i prepara menjar calent que es reparteix entre gent sense recursos. Molt estimat pels francesos, el 1981 va iniciar una campanya per a presentar-se com a candidat per a les eleccions presidencials de França, tot i que finalment no va recollir prou suport com per a poder-se presentar. Va morir d'un accident de moto.

## Filmografia
- 1970: Le Pistonné
- 1970: Peau d'Âne
- 1971: Laisse aller, c'est une valse
- 1973: Elle court, elle court la banlieue
- 1973: L'An 01
- 1973: Themroc
- 1973: Le Grand Bazar
- 1976: Les Vécés étaient fermés de l'intérieur
- 1976: L'Aile ou la cuisse
- 1977: Drôles de zèbres
- 1977: Vous n'aurez pas l'Alsace et la Lorraine
- 1980: Inspecteur la bavure
- 1981: Signé Furax
- 1981: Le Maître d'école
- 1982: Elle voit des nains partout !
- 1982: Deux heures moins le quart avant Jésus-Christ
- 1983: Banzaï
- 1983: La Femme de mon pote
- 1983: Tchao, pantin!
- 1984: Le Bon Roi Dagobert
- 1984: La Vengeance du serpent à plumes
- 1985: Sac de nœuds
- 1985: Le Fou de guerre
- 1985: Les Rois du gag